# Horatio
Horatio – miasto w Stanach Zjednoczonych, w stanie Arkansas, w hrabstwie Sevier.